# Uran(IV)-chlorid
Uran(IV)-chlorid ist eine chemische Verbindung aus den Elementen Uran und Chlor. Es besitzt die Formel UCl4 und gehört zur Stoffklasse der Chloride.

## Darstellung
Uran(IV)-chlorid wird in größeren Mengen durch Reaktion von Tetrachlormethan mit Urandioxid (UO2) bei 370 °C hergestellt.
{\displaystyle {\ce {UO2 + CCl4 -> UCl4 + CO2}}}
Ebenfalls möglich ist die Darstellung durch Reaktion von Urandioxid mit Thionylchlorid, wobei das entstandene Uran(IV)-chlorid immer etwas schwefelhaltig ist,
{\displaystyle {\ce {UO2 + 2 SOCl2 -> UCl4 + 2 SO2}}}
oder die Reaktion von Uran(III)-chlorid mit Chlor,
{\displaystyle {\ce {2 UCl3 + Cl2 -> 2 UCl4}}}
oder die Reaktion von Urantrioxid mit Hexachlorpropen,
{\displaystyle {\ce {UO3 + 3 C3Cl6 -> UCl4 + 3 C3Cl4O + Cl2}}}
oder die Reaktion von Urandioxid mit Kohlenstoff und Chlor, wobei die Reaktion ein extrem reines Uran(IV)-chlorid liefert.
{\displaystyle {\ce {UO2 + C + 2 Cl2 -> UCl4 + CO2}}}
Des Weiteren gelingt die Darstellung aus UO2 und AlCl3 mittels chemischer Transportreaktion bei 350 °C
{\displaystyle {\ce {3 UO2 + 4 AlCl3 -> 3 UCl4 + 2 Al2O3}}}
Uranmetall wurde erstmals 1841 von Eugène-Melchior Péligot durch Reduktion von Uran(IV)-chlorid mit Kalium isoliert.

## Eigenschaften

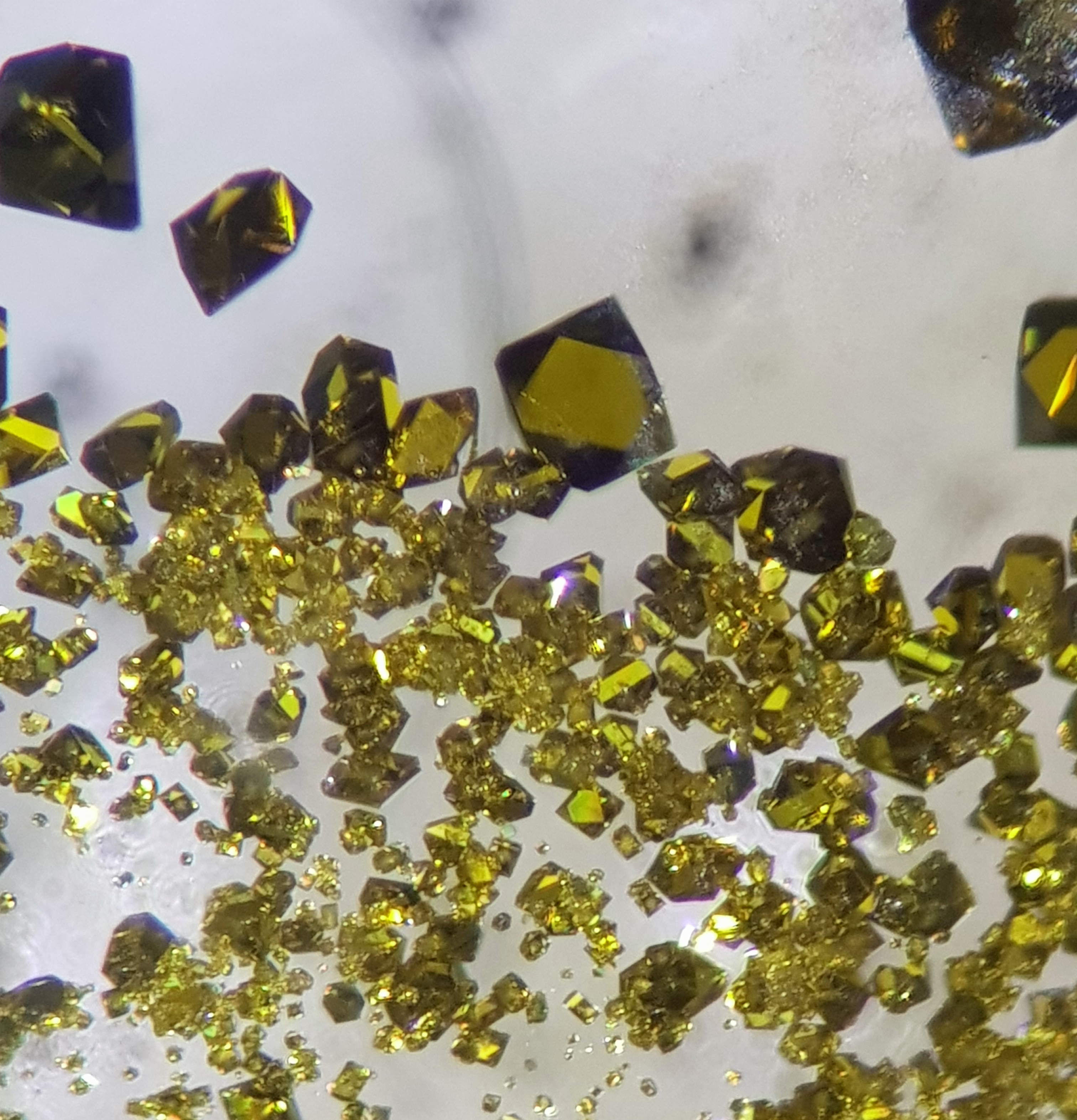
Einkristalle von Urantetrachlorid (Bildbreite ca. 7 mm)
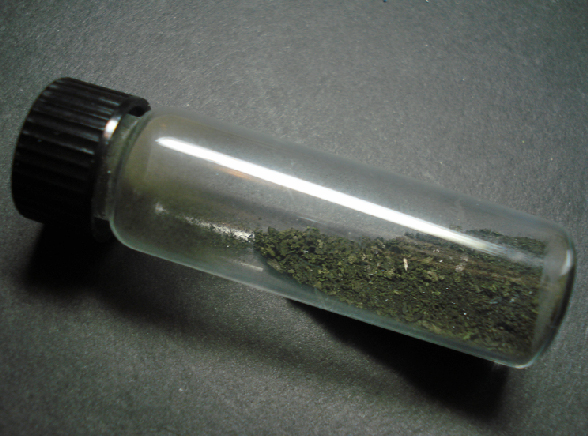
5 g Urantetrachlorid
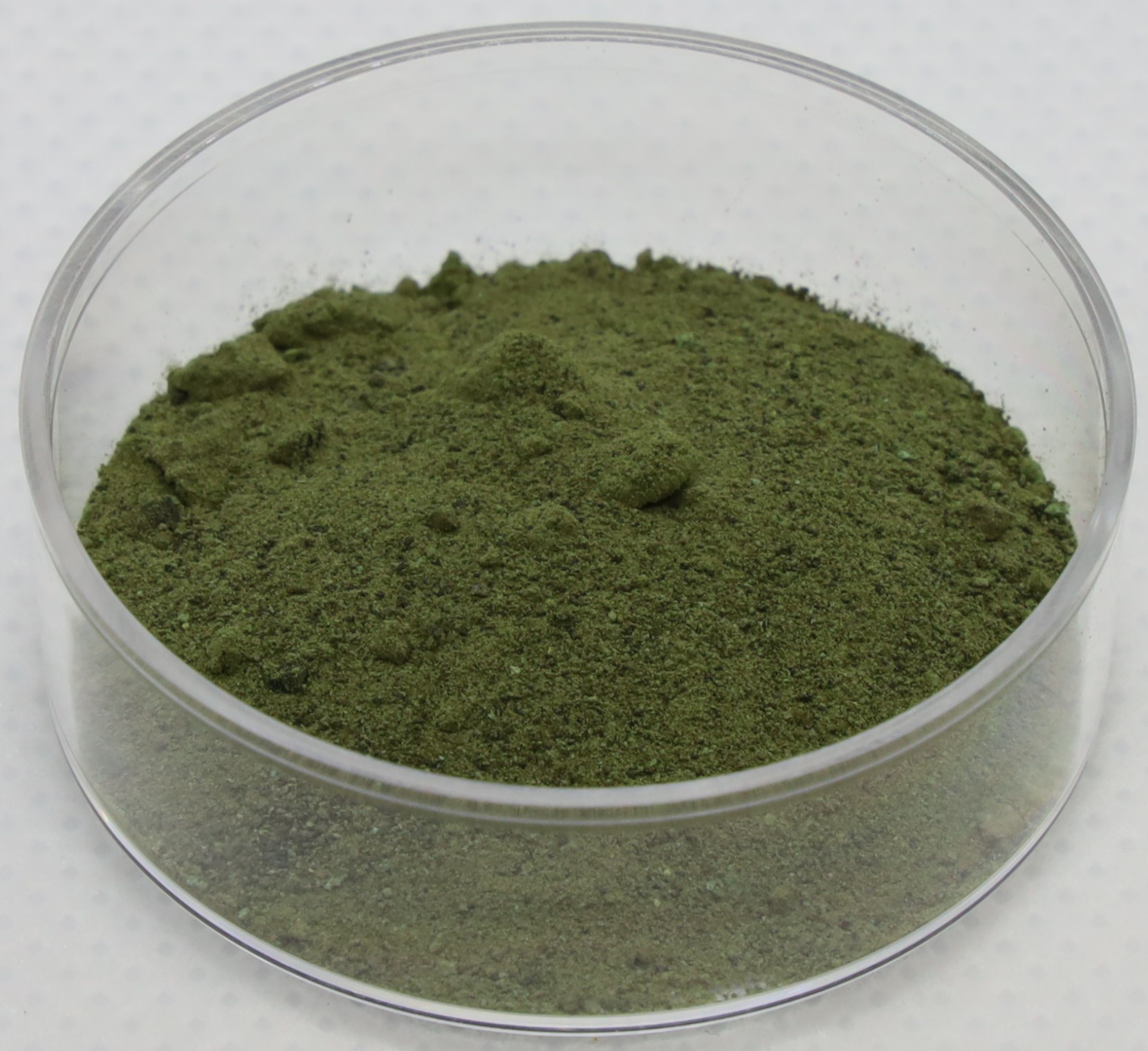
Urantetrachlorid-Pulver

Es ist ein dunkelgrünes, in feiner Verteilung hellgrünes oder olivgrünes, radioaktives Pulver. Es ist in einem trockenen Stickstoff- oder Argon-Strom bei etwa 600 °C zu rotbraunem Dampf sublimierbar. Daraus resublimiertes Urantetrachlorid bildet tiefgrüne Kristalle mit metallischem Oberflächenschimmer. Es ist löslich in Wasser, Methanol, Ethanol, Aceton, Pyridin, Essigester, aber unlöslich in Phosphortrichlorid, Thionylchlorid, Phosphoroxychlorid und flüssigem Chlor. Die Verbindung besitzt eine tetragonale Kristallstruktur mit der Raumgruppe I41/amd (Raumgruppen-Nr. 141) mit den Gitterparametern a = 829,6 pm und c = 748,7 pm.

## Verwendung
Uran(IV)-chlorid wird als Ausgangsmaterial in der elektromagnetischen Isotopentrennung (EMIS) bei der Urananreicherung verwendet; dazu benutzte man das von Ernest O. Lawrence entwickelte Alpha-Calutron. Im Jahr 1944 begann man am Y-12 National Security Complex, aus UO3 das UCl4 herzustellen, um damit das Ausgangsmaterial zu haben. Der Vorteil des Uran(IV)-chlorids ist, dass es im Vergleich zu Uranhexafluorid nicht so korrosive Eigenschaften hat.

Uran(IV)-chlorid ist des Weiteren eine wichtige Ausgangssubstanz für präparative Chemie mit vierwertigen Uran-Verbindungen.